# أزهار ألغرنون
أزهار لألغيرنون (بالإنجليزية: Flowers for Algernon)‏ قصة خيال علمي قصيرة ورواية بعد ذلك للكاتب دانيال كيز. تم كتابة القصة القصيرة سنة 1958 ونُشرت للمرة الأولى في أبريل سنة 1959 على مجلة الفانتازيا والخيال العلمي، وفازت بجائزة هوغو لأفضل قصة قصيرة سنة 1960. تم نشر الرواية سنة 1966 وفازت بجائزة نيبولا لافضل رواية Nebula Award for Best Novel في ذلك العام مناصفة مع (Babel-17).
ألغيرنون فأر تجارب خضع لعميلة جراحية لزيادة نسبة ذكاءه باستخدام الوسائل الاصطناعية. رُويت القصة عن طريقة سلسلة من التقارير المرحلية Progress Reports تم كتابتها من طرف شارلي غوردن، الذي يعتبر أول انسان تم اختبار العملية الجراحية عليه. والقصة تمس العديد من الجوانب الأخلاقية المختلفة كعلاج المعاقين ذهنياً.
تعرض الكتاب لعدة محاولات من اجل الإزالة من المكتبات في الولايات المتحدة وكندا، وفي بعض الأحيان بنجاح، لكن كثيرا ما يتم تدريسه في جميع أنحاء العالم، وتم انتاجه كمسلسلات تلفزيونية، مسرحيات، الإذاعة، وأفلام، خاصة الفيلم الحائز على جائزة الأوسكار شارلي.

## خلفية
تطورت أفكار أزهار لألغرنون على مدى 14 عاماً واستُلهمت من أحداث في حياة كيز، بداية من سنة 1945 حيث كان لدى الكاتب خلاف مع والديه الذين اجبروه على اكمال دراسته الطبية على الرغم من رغبته في ان يصبح كاتب. حيث شعر كيز ان دراسته كانت بمثابة حاجز تواصل بينه وبين والديه، وهذا أدى به إلى التساؤل عما سيحدث إذا كان من الممكن زيادة الذكاء لدى الأشخاص.
حدثت لحظة جوهرية في سنة 1957 بينما كان كيس يُدرس اللغة الإنجليزية للطلاب ذوي الإحتياجات الخاصة؛ حيث سأل أحدهم عما إذا من الممكن وضعه في فصل عادي لو عمل بجد وأصبح ذكياً. كما شهد كيز تغييراً جذرياً في طالب آخر يعاني من صُعوبات في التعلم بعد فقدانه ما تعلمه بعد إزالته من الدروس العادية. حيث قال كيز «عندما عاد للمدرسة، فقد كل شيء، لم يتمكن من القراءة. وعاد كما كان في الأول. كان أمراً مؤلم.»
تم استلهام الشخصيات في كتابه من اشخاص في حياة كيز. شخصية ألغيرنون مستوحاة من تجاربه من قسم فئة التشريح في الجامعة، والاسم من الشاعر ألغيرنون تشارلز سوينبورن. استند نيمور وشتراوس، شخصيات العالمين اللذان ساهما في تطوير جراحة زيادة الذكاء في القصة، بأشخاص التقاهم أثناء دراسة التحليل النفسي في الدراسات العليا.
في سنة 1958، طلبت منه مجلة Galaxy Science Fiction كتابة قصة، وكانت تلك هي الفترة التي بدء فيها الكاتب بتطوير افكاره للقصة. عندما تم تقديم القصة للمجلة، من جهة أخرى، طلب المحرر Horace Gold تغيير النهاية لكي يحافظ شارلي على ذكائه ويتزوج أليس كينيان ويعيش حياة سعيدة. لكن رفض كيز إجراء التغيير وقام بييع القصة لـ The Magazine of Fantasy & Science Fiction بدلا من ذلك.
عمل كيز على الرواية الطويلة بين 1962 و 1965  وحاول أولا بيعها إلى دابلداي، لكنهم ايضاً عبروا عن رغبتهم في تغيير النهاية. ومرة أخرى رفض كيز إجراء ذلك، ورفض خمسة ناشرين القصة على مدار عام، حتى تم نشرها من قبل Harcourt للنشر في سنة 1966.

## تاريخ النشر
تم نشر قصة «أزهار لألغيرنون» القصيرة لأول مرة كقصة رئيسية في عدد أبريل 1959 لمجلة الفنتازيا والخيال العلمي. ونَشرت الرواية للمرة الأولى سنة 1966 من قبل Harcourt Brace بورق the Bantam paperback في سنة 1968. بحلول 2004، تم ترجمة الرواية لـ 27 لغة، ونشرت في 30 دولة وبيع أكثر من 5 ملايين نسخة. ولم تتوقف الرواية عن الطباعة منذ نشرها.

## السرد

### القصة
شارلي جوردون على وشك الشروع في رحلة لم يسبق لها مثيل. ولد مع انخفاض معدل الذكاء على نحو غير طبيعي، وقد تم اختياره كموضوع مثالي لجراحة تجريبية يأمل الباحثون فيها من زيادة ذكائه - وهو الإجراء الذي كان بالفعل ناجح للغاية عند اختباره على فأر مختبر يدعى ألغرنون. ومع بدأ العلاج ودخوله حيز التنفيذ، ازداد ذكاء شارلي حتى تفوق على العلماء الذين قاموا باتبكار الجهاز ومن اجروا عليه الاختبار. وبدى أن التجربة تمثل انطلاقة علمية ذات أهمية قصوى حتى تدهورت حالة الفأر ألغرنون فجأة.
القصة القصيرة والرواية تشترك في العديد من النقاط المتشابهة، ولكن الرواية تتعمق بشكل كبير في حالة تشارلي العاطفية النامية وكذلك ذكائه وذكرياته عن الطفولة وعلاقته مع عائلته.

### النمط
كل من الرواية والقصة القصيرة مكتوبة بأسلوب رسائلي من طرف الشخصية الرئيسية «شارلي» على شكل «تقارير التطور Progress Reports» قبل بضعة أيام من خصوع العملية حتى انحداره النهائي. في البداية، كانت التقارير مليئة بالأخطاء الإملائية وجمل مبنية بشكل غير ملائم. لكن بعد العملية، أول علامات ارتفاع ذكاء شارلي هو تحسن دقته في الإملاء والنحو وعلامات الترقيم واختيار الكلمات. وتدهور حالته من جهة أخرى جعلته يفقد هذه المهارات.

### الفكرة الرئيسية
من أهم المواضيع التي تتطرق لها الرواية هو علاج المعاقين ذهنياً وعلاقتهم مع محيطهم، والنزاع بين المشاعر والذكاء وتأثيره على السعادة، وكيف تأثر احداث الماضي على الشخص في وقت لاحق من حياته.

## الاستقبال
أشاد ألجيس بدريس من مجلة غالاكسي للخيال العلمي برواية أزهار لألغيرنون لوصفها الواقعي للأشخاص «متعددي الجوانب». واشار كيز بعد نشره للرواية في أغسطس 1966 انه نشر القليل من الأعمال الخيالية ولا يعلم ما إذا كان سيكتب قصص أخرى ام لا. واضاف: «إذا كانت هذه هي البداية فقط، فيا لها من بداية. وإذا كنت قد وصلت إلى اعلى مستواي في مسيرتي المهنية في فترة قصيرة، فيا لها من مسيرة مهنية». في سنة 1967 اعتبر ألجيس الرواية هي الأفضل في تلك السنة.

### الجوائز
فازت القصة القصيرة الأصلية بجائزة هوغو لأفضل قصة قصيرة في عام 1960. وبجائزة نيبولا لأفضل رواية في عام 1966، باشتراك مع رواية Babel-17 من تأليف صمويل ر. ديلاني، ورشحت لجائزة هوغو لأفضل رواية في عام 1967، لكن خسرت لرواية The Moon Is a Harsh Mistress من تأليف روبرت أنسون هاينلاين. وجائزة تقدرية لتقديم مساهمة كبيرة في الخيال العلمي والفنتازيا من قبل كتاب الخيال العلمي الأمريكي (SFWA).

### رقابة
توجد رواية أزهار لأغرنون في قائمة الـ 100 لأكثر الكتب رقابة بين سنة 1990–1999 بترتيب 43 في جمعية المكتبات الأمريكية. تتعدد اسباب الرقابة، لكن عادة ما يتم التركيز على أجزاء من الرواية التي يكافح فيها شارلي لفهم والتعبير عن رغباته الجنسية. عدة محاولات للرقابة لم تكن ناجحة، لكن أزيلت من حين لآخر من المكتبات المدرسية مثل بعض المكتبات من تكساس وبنسيلفانيا.
في يناير 1970 قام مجلس التعليم في مدينتي كرانبروك (كولومبيا البريطانية) وكالغاري الكندية، بازالة أزهار لأرغرنون من المناهج الدراسية المحلية للأشخاص ما بين 14 و 15 ومن المكتبات المدرسية بعد أن اشتكى أحد الآباء من أنه «قذر وغير أخلاقي». وانتقد رئيس اتحاد المعلمين في كولومبيا البريطانية هذا الإجراء. حيث كانت الرواية في الكتب المعتمدة للصف التاسع بتوصية من جمعية كولومبيا البريطانية الثانوية لمعلمي اللغة الإنجليزية. بعد شهر، أعاد المجلس النظر في الكتاب وأعادوه إلى المكتبة؛ إلا أنهم لم يرفعوا الحظر عن المناهج الدراسية.

### تأثيره
كانت رواية أزهار مؤثره على العديد من الأعمال والتي تشمل منها ألبوم A Curious Feeling لفرقة جينيسيس. كما أنها ألهمت عمل رقص حديث لعرض Holeulone من Karine Pontiès، الذي فاز بجائزة "the Prix de la Critique de la Communauté française de Belgique". في سنة 2001 تم عمل حلقة شبيهة لقصة الرواية بعنوان "HOMR" في مسلسل عائلة سيمبسون، وفي راجراتس سنة 1997. وفي مسلسل فيلادلفيا دائما مشمسة في الحلقة رقم ثمانية من الموسم التاسع بعنوان "Flowers for Charlie".

## إقتباسات الأفلام والتلفزيون والمسرح

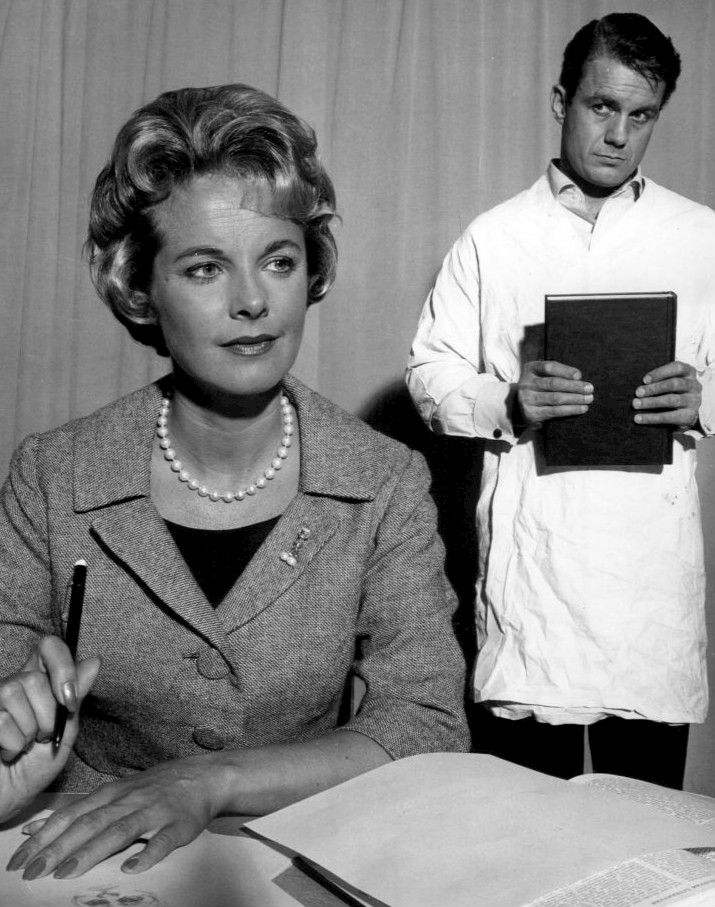
منى فريمان (أليس) وكليف روبرتسون (شارلي غوردن) في "The Two Worlds of Charlie Gordon", سنة 1961 في مسلسل The United States Steel Hour. ومثل كليف روبرتسون مرة أخرى في فيلم شارلي.

تم اقتباس أزهار لألغيرنون عدة مرات لوسائل الإعلام المختلفة بما في ذلك المسرح والتلفزيون والراديو والأفلام:
- مسلسل درامي سنة 1961، The Two Worlds of Charlie Gordon، من بطولة كليف روبرتسون.[33][34]
- فيلم سنة 1968، شارلي، ايضاً من بطولة كليف روبرتسون الذي فيه بجائزة الأوسكار لأفضل ممثل.[33][35]
- مسرحية سنة 1969، Flowers for Algernon من تأليف David Rogers.[4][33]
- مسحرية موسيقية سنة 1978، Charlie and Algernon من تأيف David Rogers و Charles Strouse.[33][36][37]
- مسحرية اذاعية سنة 1991، Flowers for Algernon، لراديو بي بي سي 4 من بطولة توم كورتيناي.[38]
- فيلم تلفزيوني سنة 2000، Flowers for Algernon، من بطولة ماثيو مودين.[39]
- فيلم تلفزيوني ياباني سنة 2002، Algernon ni Hanataba wo، لتلفزيون فوجي للممثل Yūsuke Santamaria.
- مسلسل تلفزيوني فرنسي سنة 2006، Des fleurs pour Algernon.[40]
- دراما يابانية سنة 2015، Algernon ni Hanataba wo، لإذاعة طوكيو برودكاستنغ سيستم من بطولة يامشيتا توموهيسا وشياكي كورياما.[41]